# Ган-трак

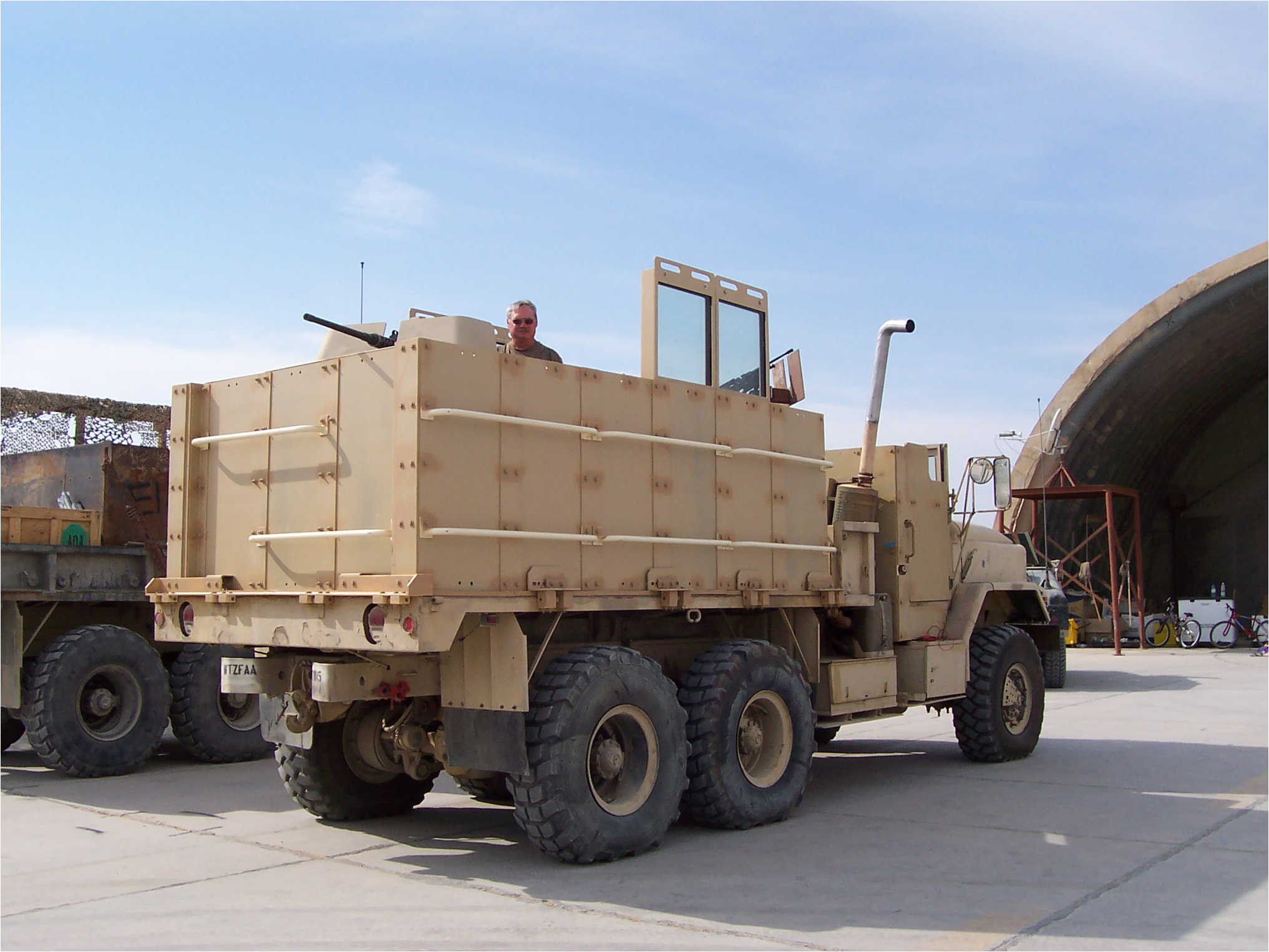
Американський ган-трак на базі п'ятитонної вантажівки М939

Ган-трак або гантрак (англ. gun truck — озброєна вантажівка) — імпровізована бойова машина, що використовувалась підрозділами Армії США під час В'єтнамської війни як засіб забезпечення безпеки транспортних колон в умовах частих нападів з боку партизанських формувань. Ган-траки представляли собою транспортні автомобілі з встановленим на них озброєнням і бронюванням і виготовлялися з доступних матеріалів силами підрозділів Транспортного корпусу США, що діяли у В'єтнамі.
Озброєні і броньовані транспортні машини використовувалися для охорони автоколон і в інших країнах: ізраїльтянами під час арабо-ізраїльської війни 1947—1949 рр., Радянськими військами під час Афганської війни 1979—1989 рр., українськими збройними силами під час конфлікту на сході України. Термін «ган-трак» для цих машин не використовувався, вони мали інші найменування на національних мовах. Так, ізраїльські імпровізовані бронеавтомобілі називалися «сендвічі» або «метелики», радянські збройні вантажівки часто іменуються «зушками», «афганськими САУ», «вантажівками вогневої підтримки». Проте в даний час термін «ган-трак» вживається не лише стосовно американських броньованих автомобілів.
Відомі й інші приклади створення імпровізованих бойових машин на базі транспортних вантажівок, які, однак, використовувалися не як засіб охорони автоколон, а як заміна бронемашин і танків спеціальної побудови.

## Ган-траки Армії США

### Війна у В'єтнамі

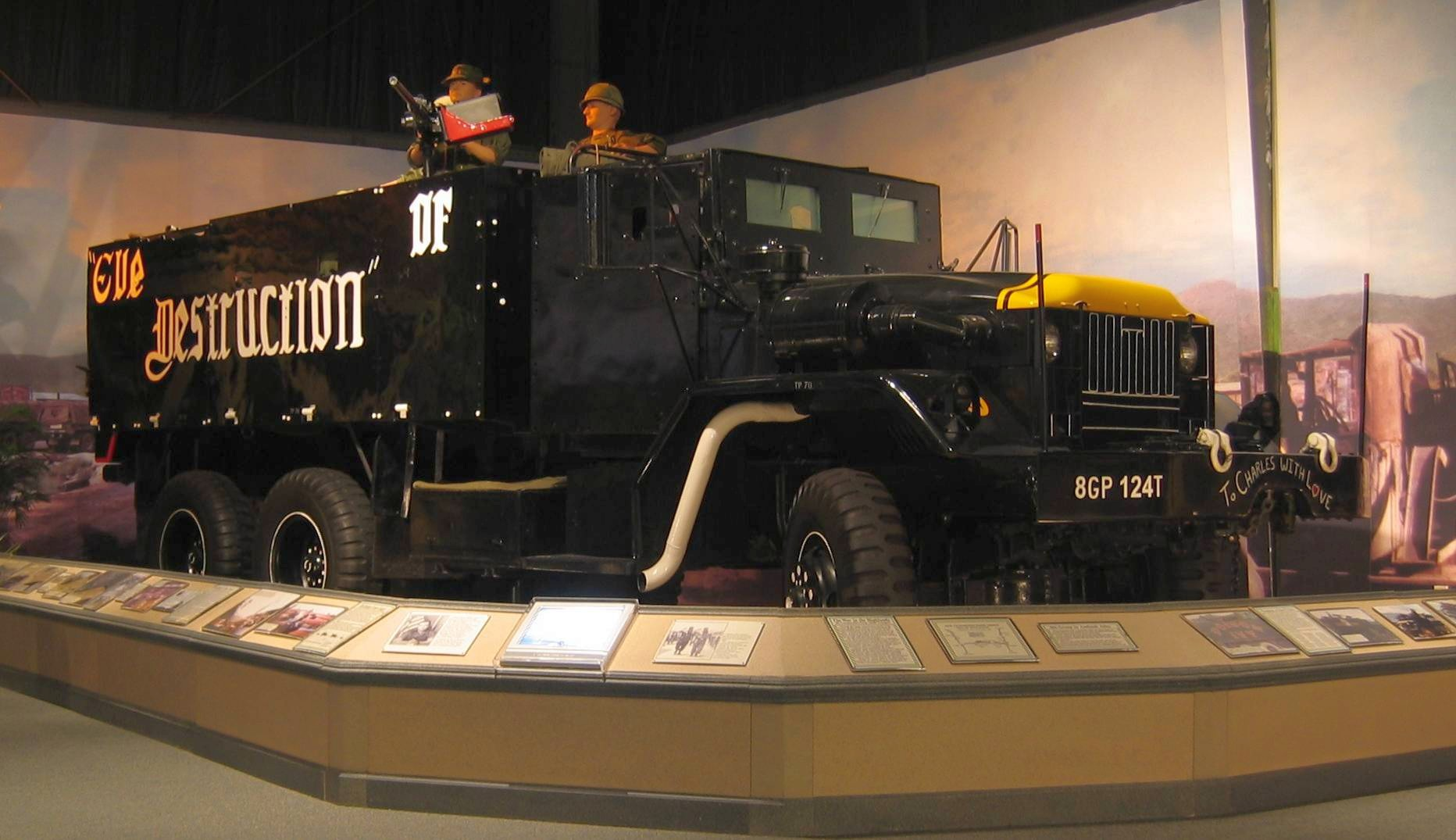
Ган-трак «Eve of Destruction» на базі автомобіля M54 в музеї Транспортної служби США

Під час Війни у В'єтнамі в задачі Транспортного корпусу США входила доставка вантажів з портів Куїнон і Камрань на бази, розташовані далеко від узбережжя: Анкхе, Плейку та інші. Потреби американських військ були великі і колони, що складалися з двохсот вантажівок, не були рідкістю. Такі величезні каравани були відмінною метою для партизан в'єтконгу, які організували засідки у віддалених районах.
Дієвий захист конвоїв був практично неможливою, оскільки частини військової поліції, в чиї завдання входила охорона колон, не мали достатніх сил і засобів для контролю мережі доріг. Інші підрозділи контролювали лише окремі ділянки доріг у районах своєї дислокації. Таким чином, на більшій частині маршруту транспортні підрозділи повинні були забезпечувати свою безпеку самостійно. Спочатку для вирішення цього завдання використовувалися броньовані джипи, які, однак, незабаром продемонстрували свою недостатню ефективність.
Під час нападу, що стався 2 вересня 1967 року, втрати були особливо великі: загинуло 7 водіїв, було поранено 17 осіб, знищено або пошкоджено 30 вантажівок. Після цього для зниження уразливості автомобільних колон була впроваджена тактика «посилених конвоїв», ключовим елементом оборони яких став озброєна вантажівка — ган-трак. Базою для цієї машини послужив 2,5-тонна вантажівка, захищена за допомогою мішків з піском і озброєна двома 7,62-мм кулеметами M60. Посилені конвої були невеликими, в колоні — не більше 100 машин, 1 ган-трак на кожні 10 транспортних машин забезпечував достатню захищеність каравану. У випадку, якщо колона потрапляла в засідку, ган-траки повинні були швидко висунутися до ділянки, яка зазнала нападу і придушити противника вогнем.
Від захисту автомобіля за допомогою мішків з піском незабаром довелося відмовитися, оскільки під час частих дощів пісок вбирав багато води, що призводило до переобтяження всього автомобіля. Мішки з піском були замінені броньовими плитами, які знімалися з розбитої техніки. Екіпаж ган-трака складався з водія, двох кулеметників і командира, іноді до складу екіпажу входив також гранатометник з з 40-мм ручним гранатометом M79.
Хоча захищеність транспортних колон зросла, напади на каравани тривали, що змушувало працювати над поліпшенням конструкції збройних вантажівок.
Вантажопідйомність 2,5-тонних вантажівок була недостатньою: після установки броні та озброєння машина виявлялася переобтяженою. Тому надалі для створення ган-траків стали використовуватися п'ятитонні машини. Оскільки збройні вантажівки представляли собою імпровізації, створені безпосередньо в підрозділах, їх конструкція та зовнішній вигляд були різними. Часто ган-траки отримували колоритні власні імена, які великими літерами були написані на бортах: «Бос розлютився», «Холодний піт», «Залізний метелик» або «Пекло».

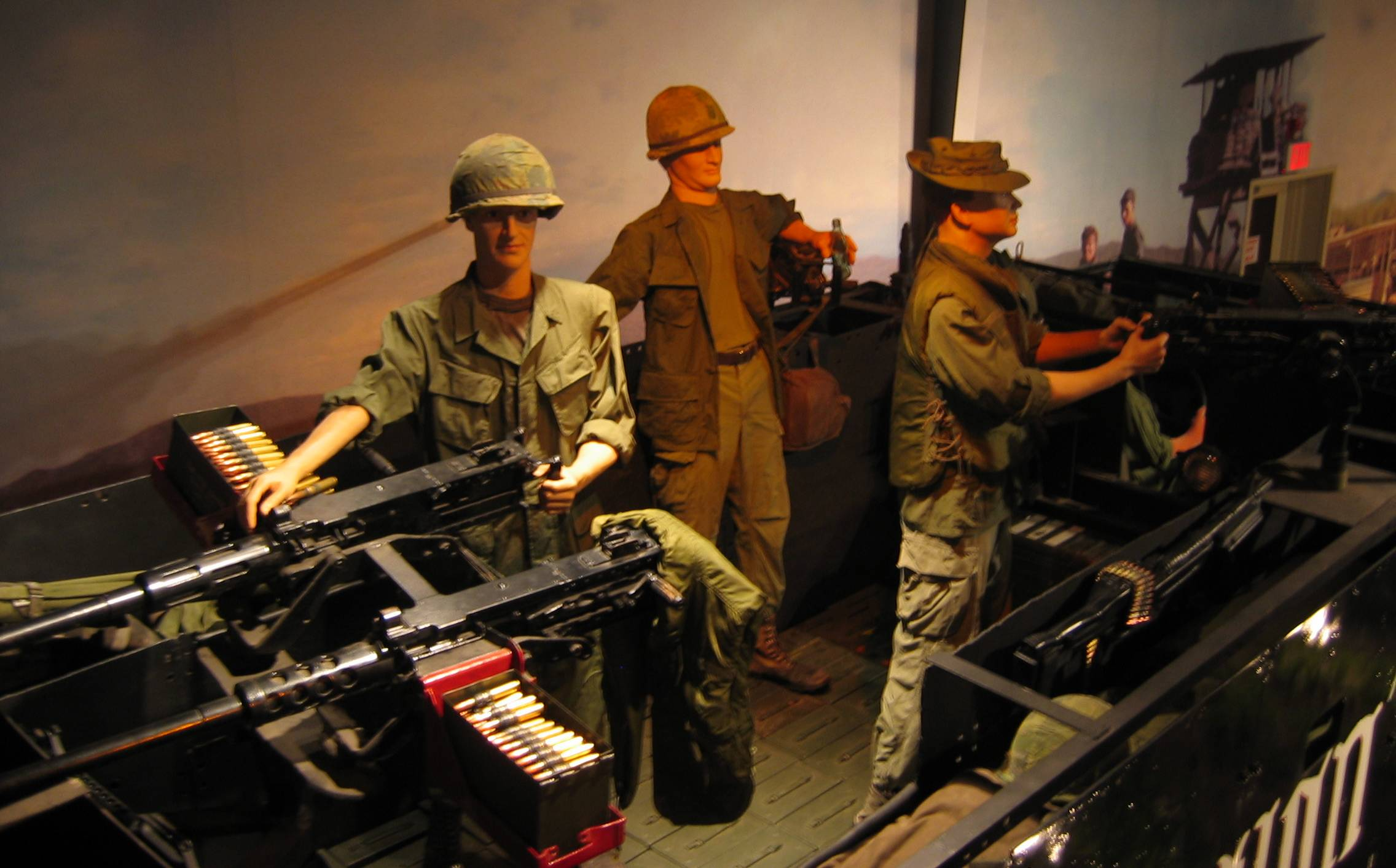
У кузові ган-трака «Eve of Destruction»

Американські війська у В'єтнамі використовували ган-траки виключно в оборонних діях: для охорони автомобільних колон в русі і при організації вартової служби у місцях розташування підрозділів.
Ган-тракам були притаманні багато недоліків. Додаткова вага броні та озброєння вела до підвищеної витрати палива під час експлуатації машини, ресурс перевантаженої ходової частини знижувався, змонтоване на автомобілі додаткове обладнання ускладнювало доступ до вузлів, які підлягали ремонту.
Штати автомобільно-транспортних підрозділів не передбачали спеціально виділених екіпажів машин охорони, тому відволікання військовослужбовців в екіпажі ган-траків створювало дефіцит водіїв транспортних автомашин.
Служба екіпажів ган-трака розцінювалася як важлива, що забезпечує безпеку всього підрозділу, солдати, що складали команди збройних вантажівок, користувалися повагою товаришів по службі.
За різними оцінками, від 300 до 400 вантажівок були переобладнані в ган-траки. Ці машини розглядалися як тимчасове рішення проблем оборони транспортних караванів, проте Транспортний Корпус не отримував достатньої кількості бронетранспортерів Кадиллак Коммандо V-100, які призначалися для використання при супроводі колон. Тому ган-траки використовувалися аж до виведення американських військ з В'єтнаму в 1973 р Із закінченням Війни у В'єтнамі потреба в ган-траках зникла. Більшість з них були або відправлені на злам, або перетворені в звичайні транспортні автомобілі. Один з них, створений на базі  п'ятитонної трьохосної вантажівки M54 і названий «Eve of Destruction» («Гряде руйнування») був відновлений і експонується в   Музеї Транспортної служби Армії США в   Форте Юстіс, штат Вірджинія.

### Війна в Іраку

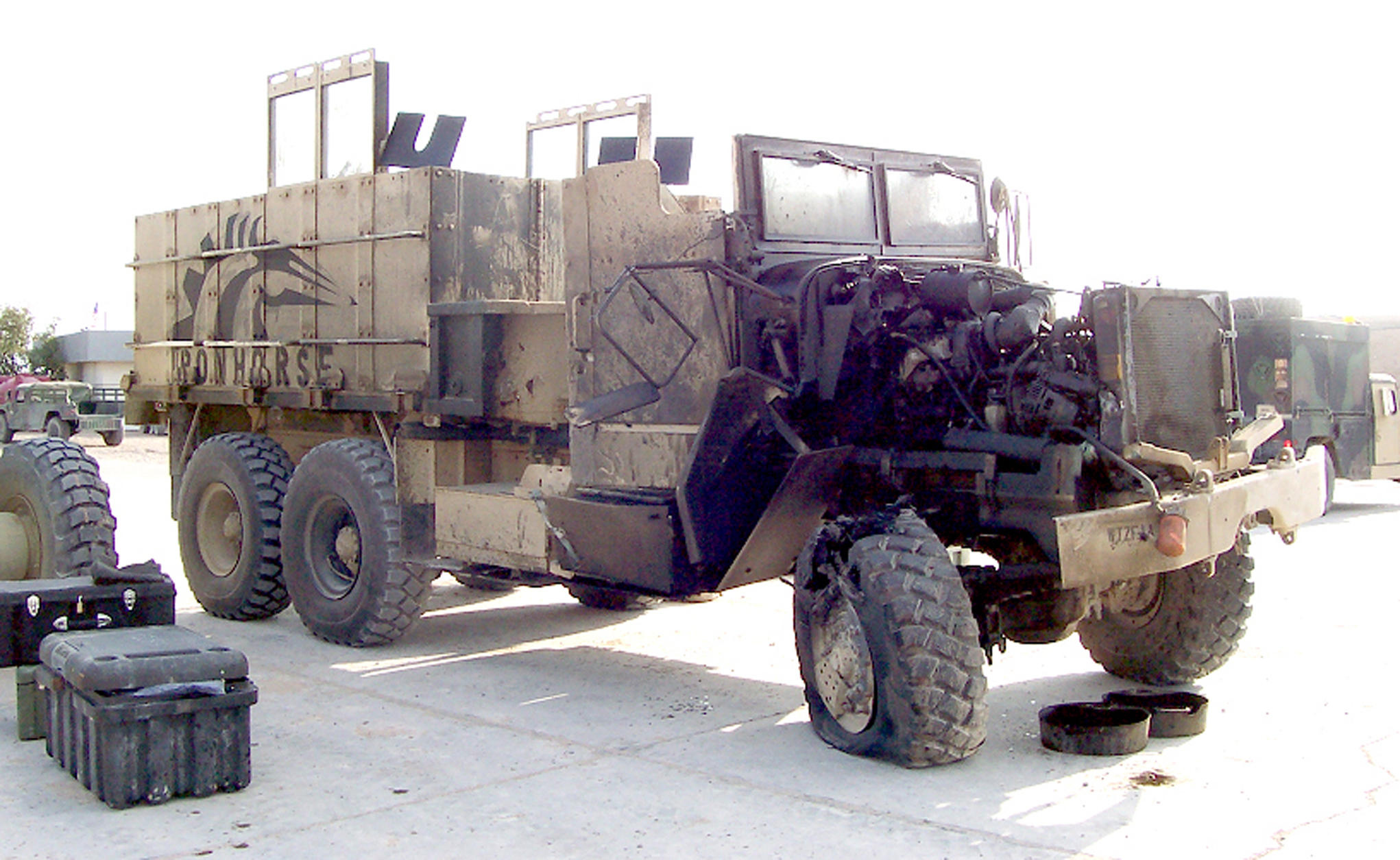
Американський ган-трак, підбитий в Іраку

Під час війни в Іраку напад на караван поблизу Насирії, який стався в березні 2003 р продемонстрував уразливість транспортних колон: 12 американських військовослужбовців було вбито, п'ятеро потрапили в полон, включаючи Джесіку Лінч, яка стала згодом відомою як героїня війни. Надалі транспортні колони розглядалися іракськими партизанами як «легкі цілі» і неодноразово піддавалися нападам. Це призвело до того, що ган-траки знову знайшли своє застосування. Перші зразки ган-траків, змонтовані на базі п'ятитонних вантажівок M939 з'явилися в серпні 2003 р.

## Аналогічні конструкції

### Перша світова війна і 1920-1930-і роки
У 1916 році імпровізовані бронеавтомобілі на базі вантажівок використовувалися британськими військовослужбовцями і поліцейськими під час придушення Великоднього повстання в Дубліні.
Броньовані вантажівки створювалися і використовувалися в початковий період війни в Іспанії.

### Друга світова війна
Під час Громадянської війни в Іспанії республіканські формування у великій кількості використовували кустарні броньовики (тізнаос) на основі вантажівок, автобусів, тракторів і легкових автомобілів.
Спішно створені в 1940 році для відображення вторгнення німецьких військ вантажівки Королівських ВПС і ополчення називалися «броненосцями» (англ.  Armadillo ) і використовувалися до 1942 року. Були побудовані навіть «мобільні доти» «Бізон», захищені бетоном.

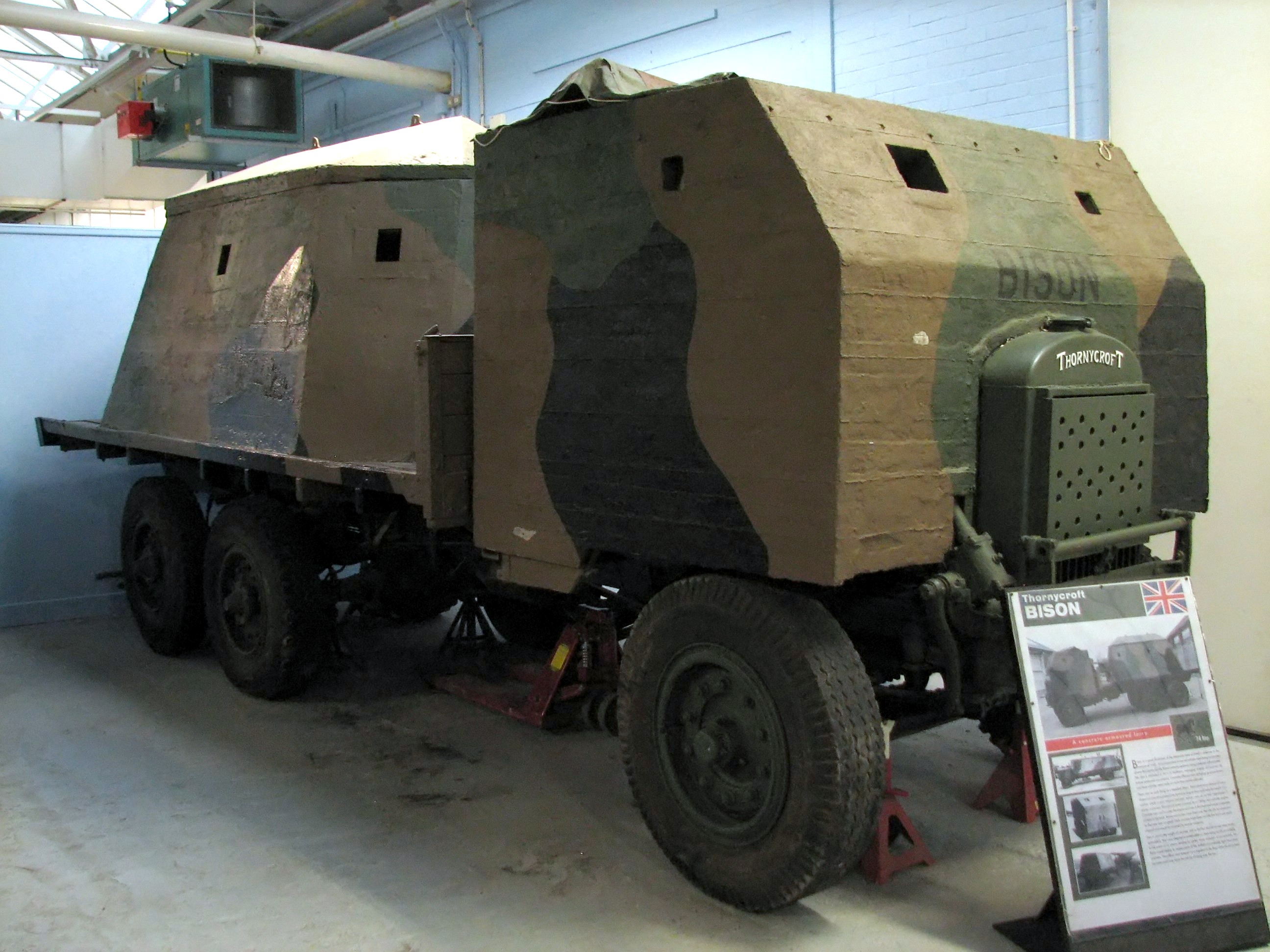
Англійський «мобільний дот» Бізон в Бовінгтонському танковому музеї[en]
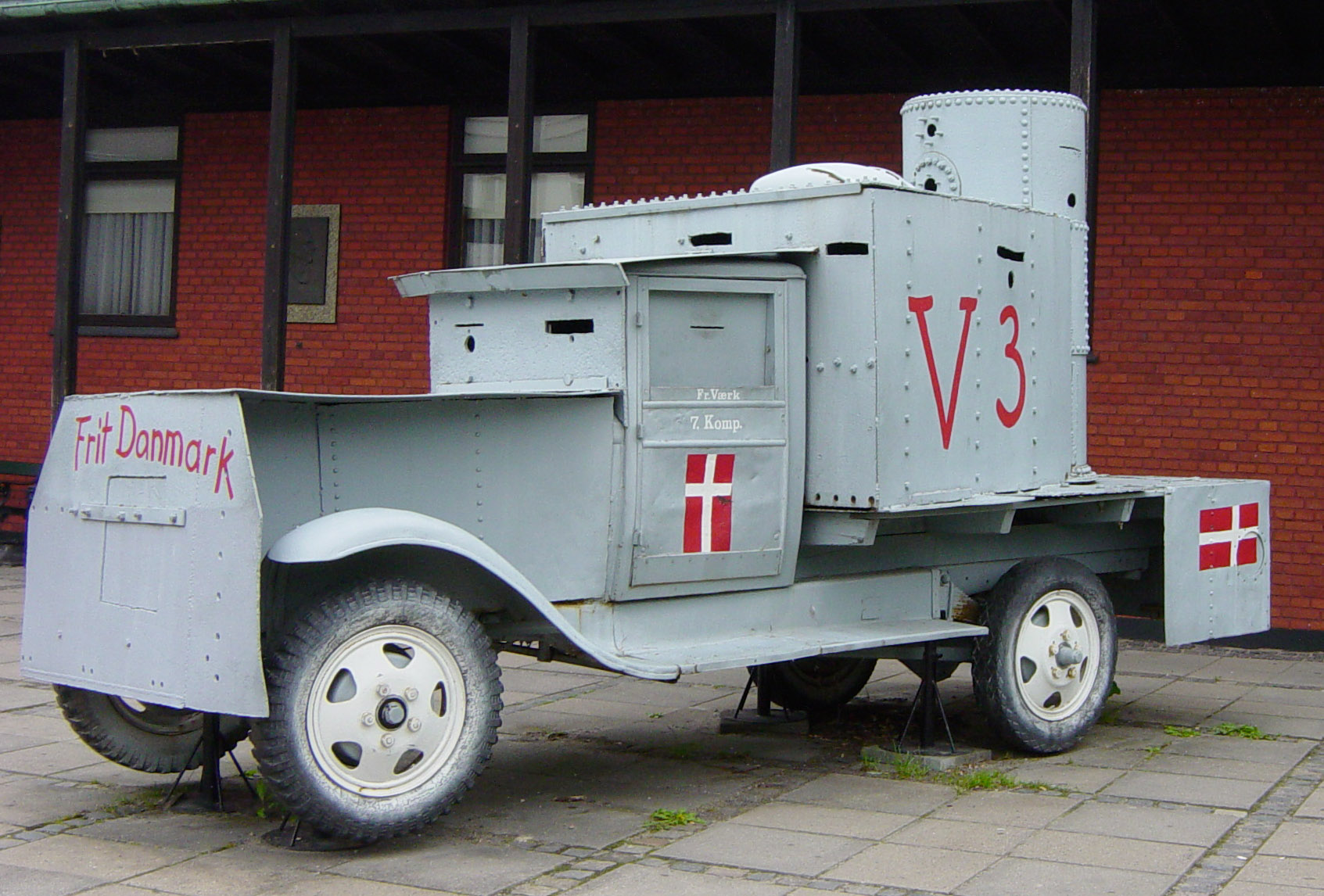
Ерзац-бронеавтомобіль V3 данського опору

### Арабо-ізраїльська війна 1947—1949рр. Ізраїльські бронемашини

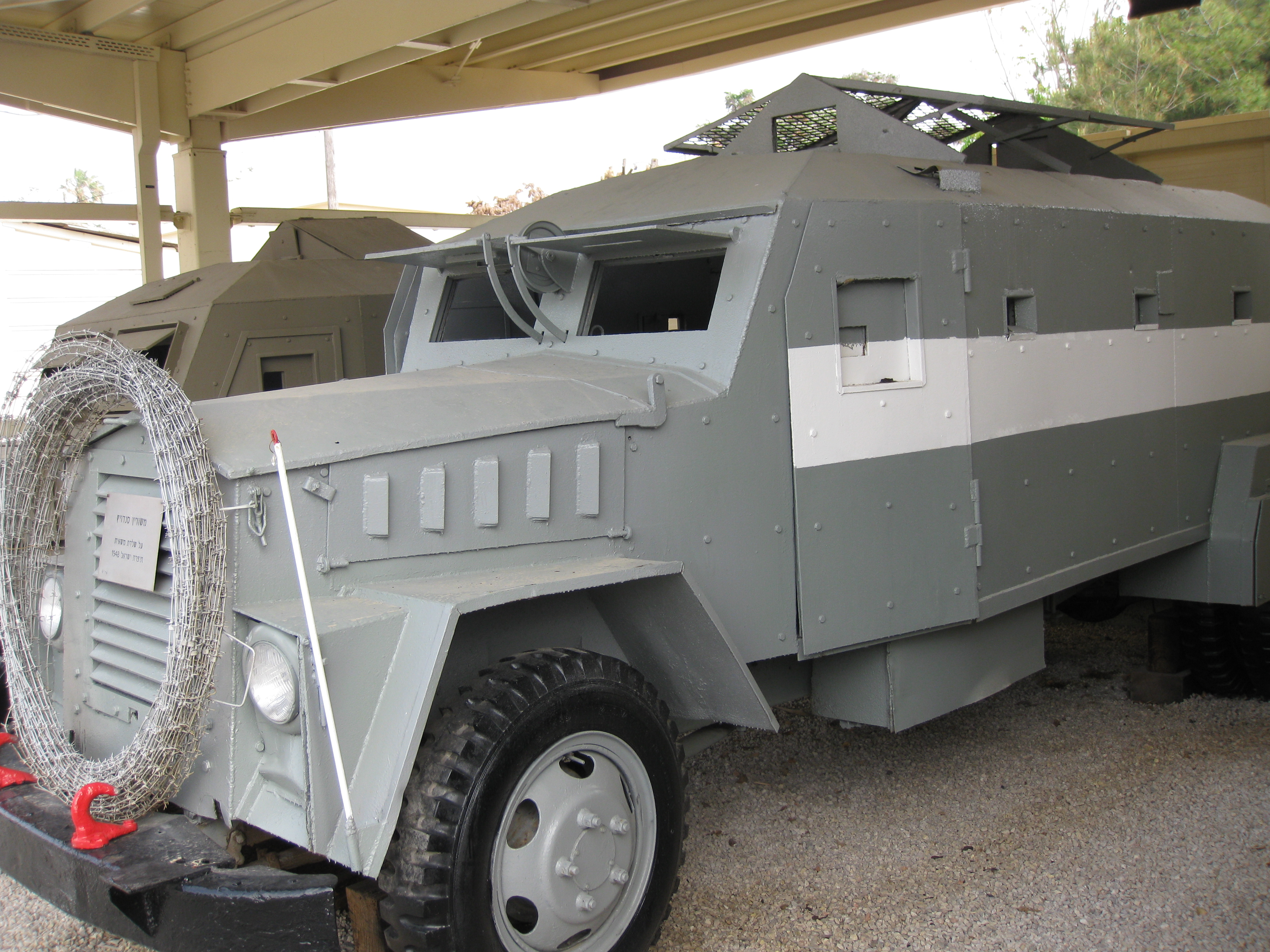
Ізраїльський імпровізований бронеавтомобіль. Машина має амбразури для стрільби з ручної зброї і сітчастий відкидний дах

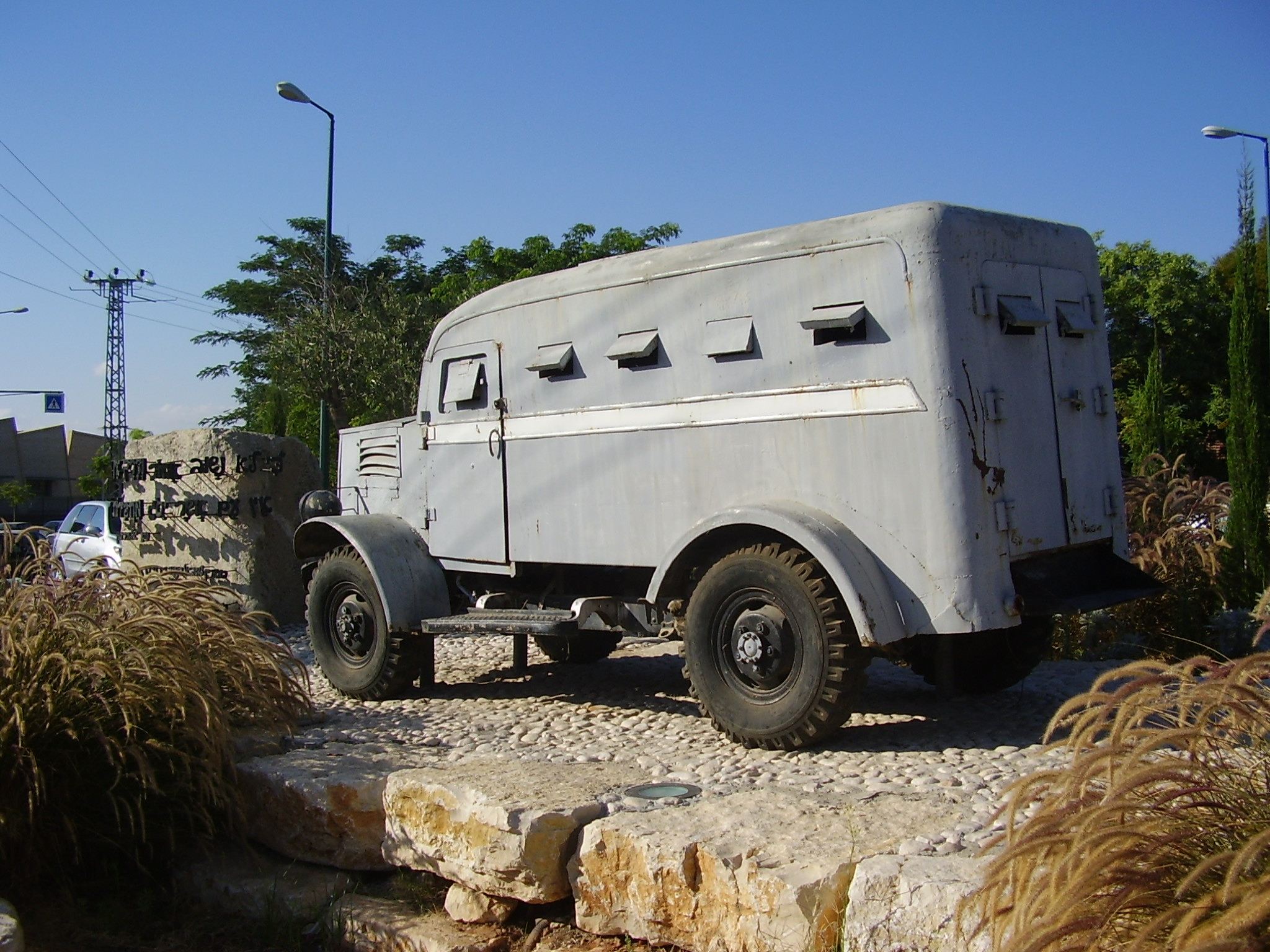
Імпровізований бронеавтомобіль, встановлений як пам'ятник у селищі Мазкерет-Батья

На початку арабо-ізраїльської війни 1947—1949 рр. Араби не досягли значних успіхів в атаках на єврейські поселення і квартали і обрали тактику нападів на комунікації, що з'єднують єврейські населені пункти, основним об'єктом нападу був транспорт на дорогах. У відповідь на це ізраїльтяни стали практикувати рух автотранспорту між поселеннями в конвоях: колону супроводжували пікапи з членами «Нотр», які були озброєні стрілецькою зброєю.
Однак незабаром такої охорони виявилося недостатньо: араби щільним вогнем і мінами виводили з ладу машини з «Нотр», після чого без перешкод знищували автомобілі конвою. Для ефективної протидії нападам були потрібні броньовані машини.
Кілька невеликих ізраїльських заводів почали виробництво імпровізованих бронемашин в кінці 1947 і на 27 січня 1948 в дії знаходилося 23 броньовика.
Були встановлені вимоги до стандартної вантажівки для бронювання — нею мала бути двовісна повноприводна вантажівка Ford F-60S, вантажопідйомністю 3 тонни. На практиці в бронемашини перероблялися вантажівки й інших марок, більше того в ряді випадків використовувалися неповнопривідні моделі (4×2), а також шасі п'ятитонних вантажівок.
Ізраїльтяни не мали фабричної броні, що змушувало шукати їй заміну. Вага суцільних залізних листів, здатних забезпечити захист від вогню стрілецької зброї, була надмірною і істотно перевищувала вантажопідйомність машини. Вихід був знайдений у використанні листової броні: між двома листами заліза товщиною 5 мм розташовувався прошарок з букових дощок товщиною близько 50 мм. Така броня отримала назву «сендвіч», яке стало вживатися і щодо самих машин.
Сендвічі, як правило, не мали озброєння на турелях і в баштах, вогонь вівся з ручної стрілецької зброї через бійниці в бортах. Спочатку броньовики не мали даху, що робило їх вразливими від вогню зверху і від ручних гранат, що закидаються в машину через борт. Тож невдовзі «сендвічі» стали отримувати дво- або чотирисхилий дах, суцільну, з металевої сітки або тканини; з такого даху граната скочувалася і вибухала осторонь, не завдаючи шкоди. Для метання гранат екіпажем «сендвіча» передбачалося два люка, які відкривалися вгору вздовж гребеня. Відкинуті люки надавали машині характерний вигляд, за який імпровізовані бронеавтомобілі отримали іншу свою назву — «метелики».
Машини описаної вище конструкції застосовувалися для охорони конвоїв, в той же час змінився характер арабо-ізраїльського протистояння і вимагав бронетранспортерів, розвідувальних і ударних бронеавтомобілів, в ролі яких використовувати класичні «сендвічі» було неможливо, і з травня 1948 їх виробництво було припинено. Нові ізраїльські імпровізовані бронетранспортери і ударні бронемашини мали іншу конструкцію, більше схожу на конструкцію бойових машин спеціальної будови, з озброєнням у баштах або на турелях, при їх виготовленні використовувалася броньові листи заводського виробництва.

### Війна в Афганістані (1979—1989)

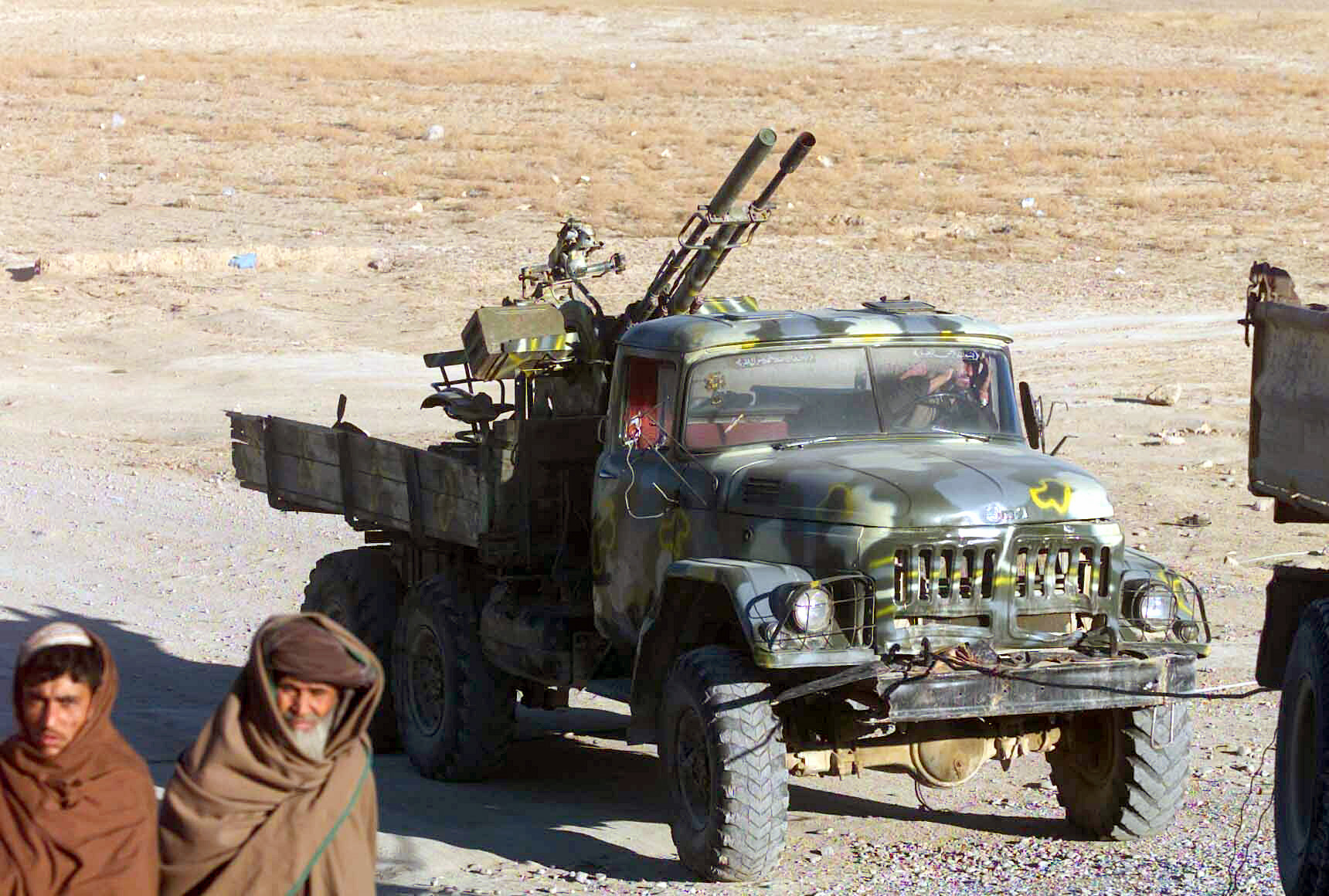
Зіл-131 з ЗУ-23-2 в аеропорту Кандагара, 2002

Незабаром після початку бойових дій в Афганістані радянські війська зіткнулися з проблемою нападів на автоколони з боку афганських моджахедів. Це, безумовно, викликало прагнення в тій чи іншій мірі підвищити захищеність екіпажів транспортних машин. Для бронювання автомобілів, в першу чергу для бронювання кабін екіпажу стали застосовуватися бронелисти, зняті з підбитої легкої техніки, був популярний спосіб захисту водія за допомогою бронежилетів, які навішувалися на двері. Крім цього існували комплекти для бронювання кабін вантажних автомобілів, що випускалися серійно, промисловими підприємствами. Увійшли в ужиток і вантажівки з встановленим на них озброєнням: вельми часто практикувалася установка 23-мм спареної зенітної установки ЗУ-23-2 в кузова автомобілів ГАЗ-66, Урал-375, КамАЗ — 4320 та інших, аж до неповнопривідних ЗІЛ-130. Можна було побачити вантажівки КамАЗ і «Урал» з встановленими в кузовах бойовими відділеннями раніше підбитих броньованих машин з баштовими установками кулеметів: 7,62-мм ПКТ або 14,5-мм КПВТ.
Імпровізована бойова техніка використовувалася переважно при проводці караванів, як засіб посилення, аналогічно тому, як використовувалися «сендвічі» в Ізраїлі та американські ган-траки. Однак відомо застосування збройних вантажівок, «Уралів», озброєних 14,5-мм кулеметом Владімірова або установкою ЗУ-23-2, захищених за допомогою бронежилетів і мішків з піском, в операціях спецназу щодо активного пошуку і знищенню караванів моджахедів, що перевозять зброю і боєприпаси.

### Придністров'я
У ході війни в Придністров'ї щонайменше одна броневантажівка на базі самоскида «КрАЗ» використовувався силами ПМР

### Росія
Практика використання збройних вантажівок практично без змін прийшла до Чечні, де такі машини використовували і використовують підрозділи Міністерства оборони, МВС, Федеральної прикордонної служби. Автомобілі оснащуються крупнокаліберними кулеметами або установками ЗУ-23-2; для захисту водія і десанту використовуються бронежилети, мішки з піском, колоди, снарядні ящики, броньові деталі, зняті з підбитої або техніки, що виробила свій ресурс. Нерідко машини отримують власні імена: «Бізон», «Батяня», «Скажений».
Крім машин, переобладнаних з використанням підручних матеріалів, існують комплекти заводського виготовлення, за допомогою яких серійний автомобіль може бути переобладнаний без використання спеціального обладнання і без істотних переробок базової машини; таким комплектом є, наприклад, локальна захист виробництва ВАТ «Муромське тепловозобудівне підприємство». Використовуються також серійні вантажівки оснащені бронюванням в умовах заводу-виробника або іншого спеціалізованого підприємства.

### Сирія
Після початку в 2011 році війни в Сирії, броньовані машини кустарного виробництва використовуються підрозділами урядових сил і антиурядових збройних формувань.

### Україна
У ході війни на сході України та повномасштабного російського вторгнення гантраки активно використовувались обома сторонами. Наприклад, «Азов» використовував броньовану вантажівку КамАЗ з кулеметом ДШК при звільненні Маріуполя в 2014.

Але найбільш практичним є встановлення важкого озброєння в кузов вантажівки для посилення мобільності. Наприклад, ЗСУ використовують вантажівки із встановленими ЗУ-23-2, С-60 тощо. Також відомо про використання легкої вантажівки для запуску ракет Brimstone. 

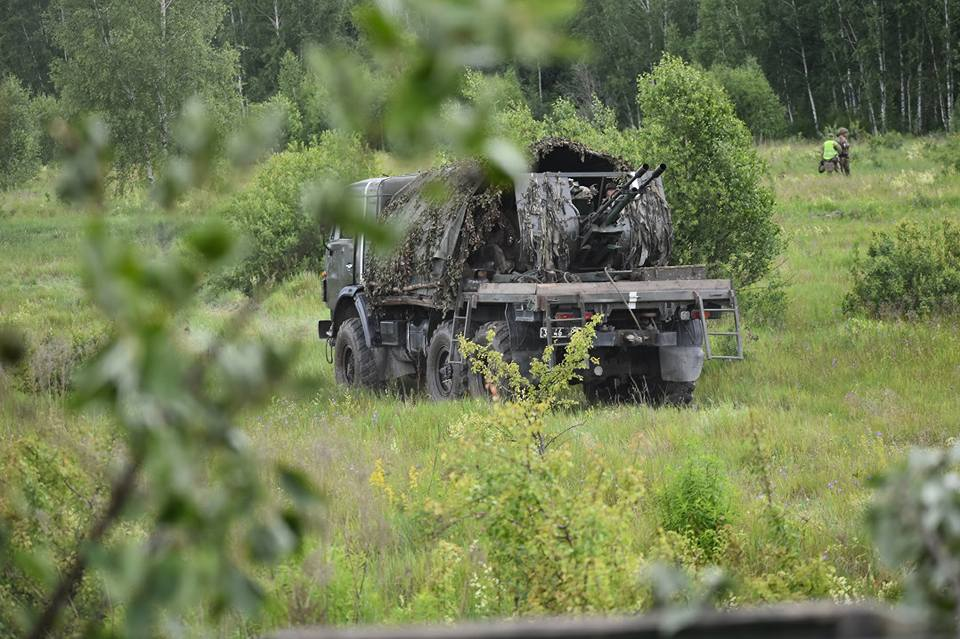
КамАЗ з ЗУ-23-2 95-ї бригади
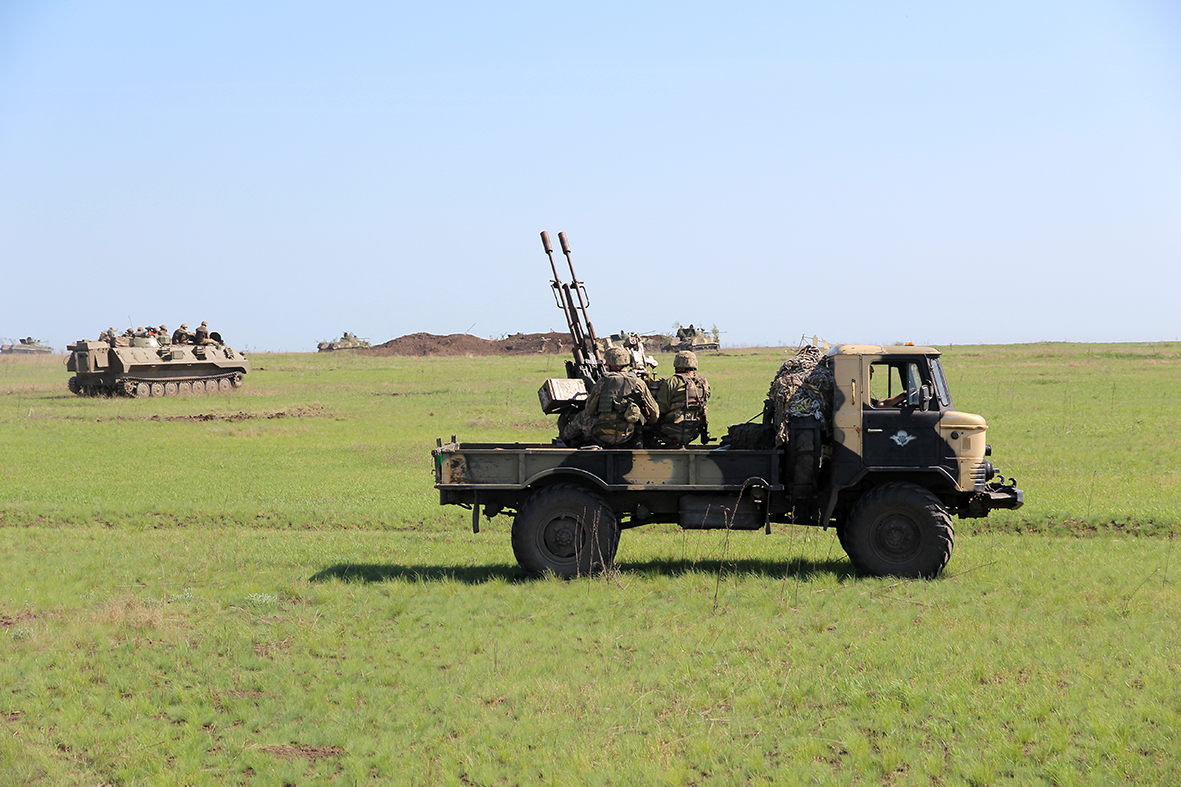
ЗУ-23-2 на ГАЗ-66

## В популярній культурі

### Кіно
- Фільм Шалений Макс 2. За сюжетом фільму громада людей перебирається з району захопленого бандитами, в інше місце. Як бойовий транспортний засіб використовується тягач з цистерною, який був частково броньований, обладнаний таранним бампером, на причепі перебували кілька озброєних бійців.
- Такий же тягач, а також вантажівка з імпровізованою бронею і вогнеметом на даху використовуються групою виживших під керівництвом Клер Редфілд у фільмі «Оселя зла: Вимирання».

### Комп'ютерні та настільні ігри
- Озброєний вантажівка — невід'ємна частина армій і побуту раси орків в вигаданому всесвіті Warhammer 40,000.
- Ган-траки зазвичай представлені в більшості шутерів і стратегій реального часу, якщо в них фігурує якась повстанська або партизанська організація (приклади — «Технікал» з «Command & Conquer: Generals», пікапи з кулеметами або гранатометами з ArmA 2).